# Athyrium himalaicum
Athyrium himalaicum är en majbräkenväxtart som beskrevs av Ren-Chang Ching, Mehra och Bir. Athyrium himalaicum ingår i släktet Athyrium och familjen Athyriaceae. Inga underarter finns listade.